# Vass Máté
Vass Máté (Kápolnásnyék, 1990. október 17. –) magyar labdarúgó, jelenleg a Budafok középpályása. Testvére, Vass Ádám az MTK Budapest játékosa.

## Pályafutása
2008 novemberében profi szerződést írt alá a Ferencvárosi TC-vel.
A fradi színeiben két mérkőzésen szerepelt a másodosztályban még a 2008-2009-es szezonban.
2010 júliusába Gárdos Andrással két hétig az angol Sheffield United FC-nél vettek részt edzéseken.
A 2010–2011-es szezont az NBII-ben szereplő Ferencvárosi TC B csapatában töltötte, ahol 23 mérkőzésen szerepelt.

## Sikerei, díjai
Ferencváros
- Magyar másodosztály bajnok: 2009